# Palazzo Casacalenda (Nápoly)
A Palazzo Casacalenda egy 18. századból származó nápolyi palota. Római időkben a helyén egy Vesta-templom állt, melyet a késő ókor során keresztény templommá alakítottak: Santa Maria della Rotonda.
A Casacalenda grófok megbízásából kezdte építeni Mario Gioffredo, majd rövid idővel ezután, személyes nézeteltérések miatt az építsé vezetését Michelangelo Giustiniani vette át. 1764 és 1769 között Luigi Vanvitelli vezette az építkezést. Az eredeti portált sorrentói kőből kivágott ión oszlopokkal díszítette. Az ellipszis alakú belső udvar kialakítása Giuseppe Astarita nevéhez fűződik. 
A belső díszítések kialakítását is Luigi Vanvitelli felügyelte, a freskók viszont Fedele Fischetti valamint Giuseppe és Gaetano Magri alkotásai, amelyek az utolsó restaurálási munkák során kerültek felszínre. Az épületbe beépítették az egykori keresztény templom egyiptomi gránitból faragott köveit is. 
A legutolsó fontosabb átalakításon a 19. század elején esett át, amikor is az épületet megtoldották egy harmadik emelettel.